# Johann Joachim Zentgraf

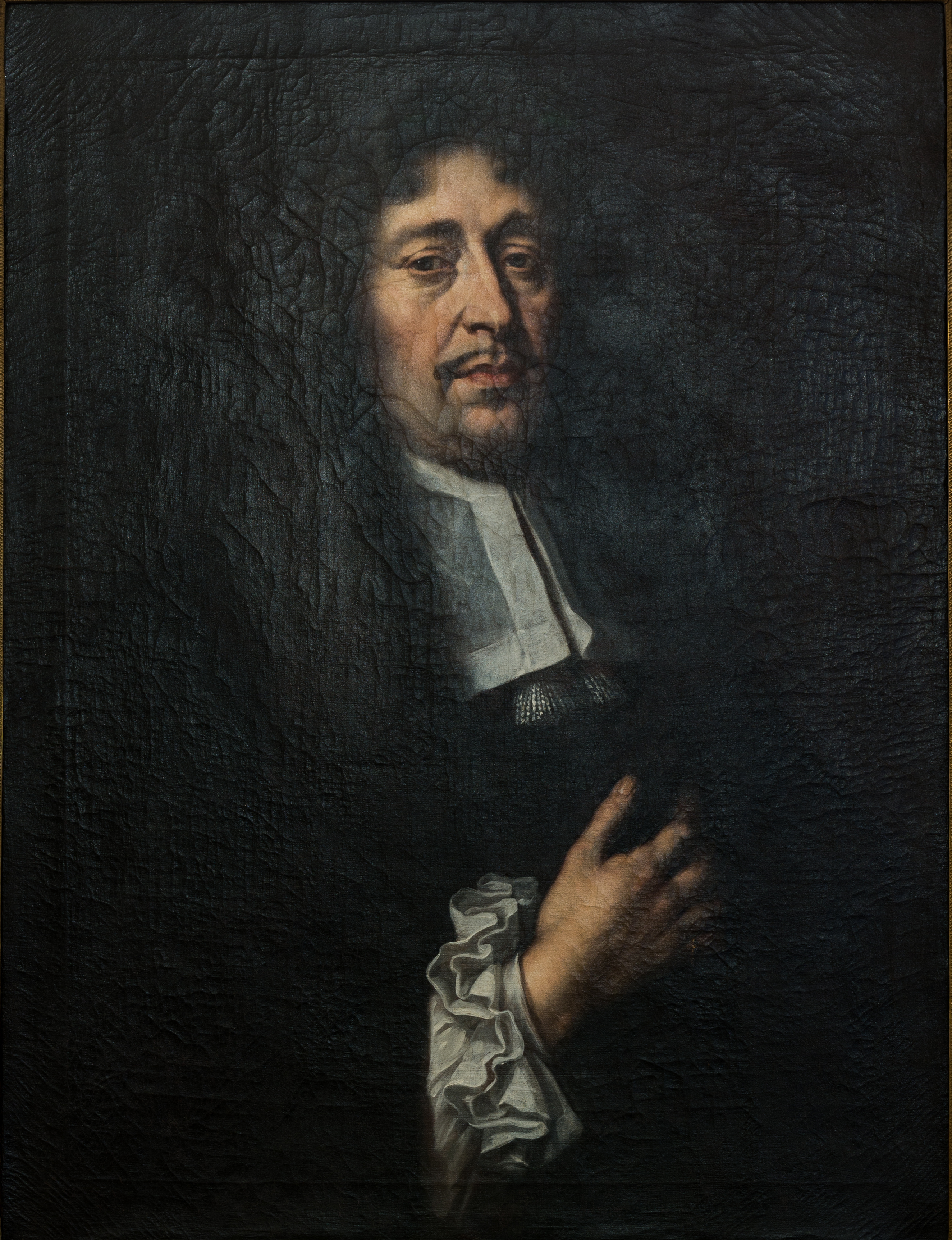
Johann Joachim Zentgraf

Johann Joachim Zentgraf (* 21. März 1643 in Straßburg; † 28. November 1707 ebenda) war ein deutscher lutherischer Theologe und Professor in Straßburg.

## Leben
Johann Joachim Zentgraf wurde als Sohn des Goldschmieds Michael Zentgraf und seiner Frau Eva, geborene Ziegel, geboren.
Unter dem lutherischen Theologen Johann Conrad Dannhauer wurde er 1659 an der Universität Straßburg immatrikuliert. Neben Dannhauer waren Johann Faust und Rudolph Saltzmann weitere akademische Lehrer von ihm. Am 21. April 1662 erreichte er den akademischen Grad eines Magisters. Ab 1665 unternahm er eine Studienreise durch deutsche Städte und Universitäten, darunter Mainz, Frankfurt am Main, Gotha, Leipzig, Wittenberg, Freiburg und Basel. In Wittenberg studierte er 1667 bei Abraham Calov. 1676 erfolgte die Promotion in Straßburg, 1695 wurde er dort zum Professor der Theologie berufen. Als Nachfolger von Isaac Faust wurde er 1702 zum Präsidenten des lutherischen Kirchenkonvents und zum Dekan des Kollegiatstifts St. Thomas berufen.
Er hat mehrfach zeitlich befristete akademische Ämter an der Universität Straßburg wahrgenommen, darunter das Rektorat sechsmal, das Dekanat der philosophischen Fakultät neunmal und das Dekanat der theologischen Fakultät achtmal. Zentgraf war ein Vertreter der lutherischen Orthodoxie und hat eine große Zahl von lateinischen Schriften veröffentlicht. Im Blick auf die Naturrechtslehre hatte er eine literarische Auseinandersetzung mit Samuel von Pufendorf.
Zentgraf war zwei Mal verheiratet, 1675 mit Elisabeth, der Tochter des Straßburger Pastors Balthasar Friedrich Saltzmann, mit der er sechs Kinder hatte; nach ihrem Tod 1689 heiratete er 1690 Anna Dorothea Sebitius, Tochter eines medizinischen Professors, mit der er drei Kinder hatte. Er starb am 28. November 1707 im 65. Lebensjahr in Straßburg.